# Hans Draxler

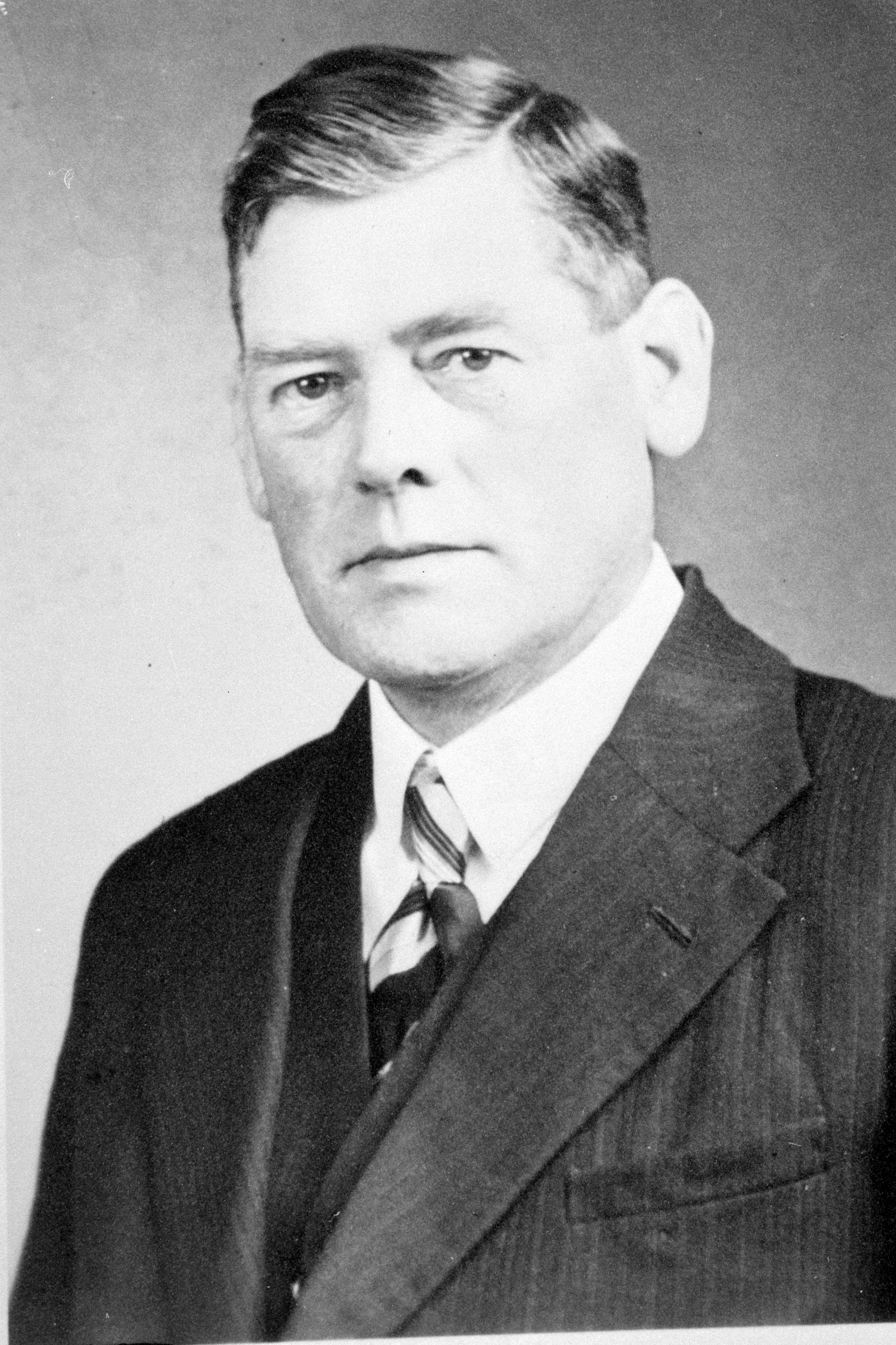
Hans Draxler

Hans Draxler (* 3. Februar 1892 in Gnigl bei Salzburg (heute Ortsteil von Salzburg); † 5. Juli 1953 in Arbon) war ein österreichischer Politiker (SPÖ). Draxler war in den Jahren 1945–1949 sowohl Landesrat in der Vorarlberger Landesregierung als auch Abgeordneter zum Vorarlberger Landtag und von 1949 bis 1953 für die SPÖ Abgeordneter zum österreichischen Nationalrat.

## Leben und Wirken
Hans Draxler wurde am 3. Februar 1892 in der Gemeinde Gnigl bei Salzburg, dem heutigen Ortsteil der Salzburger Landeshauptstadt, geboren. Nach der Absolvierung von Volks- und Bürgerschule besuchte er Abendkurse der Staatsgewerbeschule in Salzburg, um den Lehrberuf des Tischlers zu erlernen. Im Jahr 1908 gab er sich im Anschluss an seine Berufsausbildung auf Wanderschaft und trat anschließend in den Dienst der ÖBB ein.
Seit dem Jahr 1918 betätigte sich Draxler politisch in der Sozialdemokratischen Partei, weswegen er von der austrofaschistischen Regierung 1934 in Schutzhaft genommen wurde. Im Jahr 1945 wurde Hans Draxler nach der Landtagswahl in Vorarlberg 1945 für die SPÖ als Landesrat ohne Geschäftsbereich Mitglied der Vorarlberger Landesregierung. Zugleich war er bei der Landtagswahl auch zum Landtagsabgeordneten gewählt worden. Ebenfalls 1945 wurde Draxler Stadtrat in der Vorarlberger Landeshauptstadt Bregenz, seinem neuen Wohnort. Nach einer Wahlperiode in der Landesregierung und im Landtag zog Draxler schließlich am 8. November 1949 für die Sozialdemokraten in den Nationalrat ein, wo er bis zum 5. Juli 1953 Abgeordneter blieb. Er wurde in weiterer Folge Obmann der ÖGB-Landesstelle Vorarlberg und Vertrauensmann der Eisenbahner in Vorarlberg.